# Оберто I
Оберто I Обицо или Отберт I (на италиански: Oberto I Obizzo, Otbert I; * X век; † 15 октомври 975) e пфалцграф на Италия (953 – 960 и 962 – 975) и маркграф на Източна Лигурия, граф на Милано и Луни. Прародител е на рода Отбертини.

## Произход
Син е на Адалберт Маркграф (Адалберт III) (* X век; † ок. 951), маркграф на Италия, маркграф на Източна Лигурия, виконт. Семейната история на Оберто твърди, че произлиза от маркграфовете на Тусция, Дом Бонифации – благородническо семейство, дошло от Бавария с Карл Велики в Италия. Има един брат:
- Амброзо († 988), епископ на Алерия в Корсика

## Биография
През 950 г. Беренгар II става крал на Италия и реорганизира управлението на земите западно от река По. Той ги разделя на 3 марки, които получават името на владетелите им, а именно: Маркграфство Западна Лигурия (Алерамическа марка) на Алерам Монфератски, Маркграфство Торино (Ардуинова марка) на Ардуин Глабер и Маркграфство Източна Лигурия (Отбертинова марка) на Оберто.
Оберто получава Отбертиновата марка, известна и като Генуезка марка, в която влизат земите на Източна Лигурия, части от Тоскана, градовете Генуа, Милано, Луни, Тортона, Парма и Пиаченца. 
Споменава се като маркграф на Милано. През 953 г. е направен пфалцграф на Италия.
През 960 г. е принуден да избяга от Италия в Германия. На следващата година папа Йоан XII моли Ото I от Германия да се намеси в Италия, за да го защити от Беренгар. Когато Ото завладява Италия, Оберто успява да се завърне в земите си с титлата „пфалцграф“, потвърдена от краля.
Праправнукът му Алберто Ацо II д'Есте основава Дома на Есте; този факт прави Оберто родоначалник на Дом Есте, както и на неговите клонове – Велфи и Хановер.

## Брак и потомство
∞ за Джулия, дъщеря на Бонифаций I, маркграф на Сполето, от която има шест сина и една дъщеря:
- Адалберт I (* ок. 925, † 1002), граф и пфалцграф на Милано, родоначалник на Адалбертовия клон на Обертините, има двама сина и две дъщери;
- Оберто II († сл. 1014/1021), пфалцграф на Италия, маркграф на Милано, Тортона и Генуа; ∞ за Райленда, дъщеря на граф Рипранд и вдовица на Зигфрид, граф на Сеприо, от която има седем сина и една дъщеря (Берта, кралица на Италия като съпруга на Ардуин от Ивреа, крал на Италия);
- Адалберт или Алберт († ок. 1024), граф;
- Анселм;
- Вилхелм, маркграф на Кортона;
- Берта, ∞ за Оберто Пармски;
- Оберто Обицо († 972)